# 타란의 대모험
《타란의 대모험》(영어: The Black Caudron)은 월트 디즈니 피처 애니메이션이 제작한 1985년 미국 만화 영화이다.

## 줄거리
프리데인 땅에서, 마법사 달벤의 집인 카에르 달벤 농장에 사는 십대 "보조 돼지치기"인 타란은 유명한 전사가 되는 꿈을 꾼다. 달벤은 사악한 뿔왕이 언데드 전사들로 이루어진 무적의 군대인 가마솥 전사를 만들 수 있는 신비한 유물인 검은 가마솥을 찾고 있다는 것을 알게 된다. 달벤은 뿔왕이 신탁의 힘을 가진 그의 돼지 헨 웬을 사용하여 가마솥의 위치를 찾을까 봐 두려워한다. 그는 타란에게 헨 웬을 안전한 곳으로 데려가라고 지시하지만, 돼지는 뿔왕의 와이번 같은 생명체인 그위세인츠에게 붙잡힌다.
타란은 그들을 뿔왕의 성으로 따라가 귀찮은 생명체인 구르기를 만나 친구가 되기를 원한다. 타란은 헨 웬이 탈출하는 것을 돕지만, 붙잡혀 지하 감옥에 던져진다. 에일론위 공주라는 이름의 또 다른 포로가 그를 풀어준다. 지하 묘지에서 타란과 에일론위는 고대 왕의 무덤을 발견한다. 타란은 왕의 검으로 무장하는데, 이 검은 뿔왕의 하수인들과 싸울 수 있는 마법을 담고 있다. 세 번째 포로인 코믹한 음유시인 플레두르 플람과 함께 그들은 탈출하고 구르기에게 발견된다. 뿔왕은 그위세인츠를 보내 타란과 그의 친구들을 붙잡는다.
헨 웬의 흔적을 따라가던 일행은 헨 웬을 보호하고 있는 요정족의 지하 왕국으로 우연히 들어간다. 친절한 에이딜레그 왕이 가마솥의 위치를 밝히자 타란은 그것을 파괴하기로 결심한다. 에이딜레그의 비위 상하는 오른팔 돌리는 요정족이 헨 웬을 달벤에게 돌려보내는 동안 친구들을 모르바 늪으로 이끄는 임무를 맡는다. 모르바에서 그들은 가마솥이 세 마녀—두목 오르두, 탐욕스러운 오르고치, 자비로운 오르웬—에 의해 보관되어 있다는 것을 알게 된다. 오르두는 타란의 검과 가마솥을 교환하는 데 동의하고 타란은 마지못해 동의한다. 마녀들은 가마솥이 파괴될 수 없으며, 그 힘은 누군가 기꺼이 가마솥에 들어가야만 깨질 수 있고, 그로 인해 그들은 죽게 될 것이라고 밝힌다. 타란은 아무것도 아닌 검을 교환한 것에 대해 어리석음을 느끼지만 그의 동료들은 그에 대한 믿음을 보여준다. 그들은 뿔왕의 하수인들에게 붙잡히고 구르기는 도망친다. 뿔왕은 가마솥을 사용하여 죽은 자들을 일으키고 그의 가마솥 전사 군대는 세상으로 쏟아져 나오기 시작한다.
구르기는 이번에는 친구들을 버리지 않기로 결심하고 그들을 구출한다. 타란은 모두를 구하기 위해 가마솥에 뛰어들기로 결심하지만, 구르기가 대신 뛰어들어 가마솥 전사와 자신을 죽인다. 가마솥은 주변의 모든 것을 삼키기 시작한다. 타란은 뿔왕과 맞서는데, 뿔왕은 그를 가마솥에 희생시키려 한다. 그가 성공하기 전에 뿔왕은 가마솥으로 끌려들어가 격렬하게 찢겨져 성을 파괴한다.
세 마녀가 이제 비활성화된 검은 가마솥을 회수하기 위해 도착한다. 타란은 구르기의 진정한 우정을 깨달았고, 가마솥을 돌려주는 대가로 친구를 살려달라고 부탁하며 검을 포기하기로 선택한다. 마녀들은 요청을 존중하고 구르기는 부활하여 모두의 기쁨을 산다. 타란과 에일론위는 키스를 하고 네 친구는 달벤에게 집으로 돌아간다. 달벤과 돌리는 헨 웬이 만든 환상 속에서 그들을 지켜보고, 달벤은 마침내 타란의 영웅적인 행동을 칭찬한다.

## 출연

### 주연
- 그랜트 바슬리
- 수잔 셔리단

### 조연
- 나이젤 호손

## 기타
- 원작자: 로이드 알렉산더
- 음향: 밥 해더웨이
- 음향: 마이크 맥도노우
- 애니메이션: 월트 스탠크필드
- 캐릭터디자인: 필 니브링크
- 캐릭터디자인: 데이비드 조나스